# Dollymae
Genre
Taxons de rang inférieur
- †Dollymae bouckaerti
- †Dollymae hassi
- †Dollymae sagittula Hass, 1959

Dollymae est un genre éteint de conodontes.
Wilbert Henry Hass (1906-1959), un géologue et paléontologue américain à l'Institut d'études géologiques des États-Unis (USGS), a décrit le genre Dollymae, ainsi que les familles des Balognathidae, des Cyrtoniodontidae et des Spathognathodontidae, dans les terrains de la formation de Chappel limestone au Texas en 1959. 
L'espèce type est Dollymae sagittula.
Le nom de l'espèce Dollymae hassi rend hommage à W.H. Hass.
Les espèces trouvées datent du Carbonifère. En Belgique, les espèces datent du Dinantien moyen et du Tournaisien supérieur.

## Utilisation en stratigraphie
Le Tournaisien, l'étage le plus ancien du Mississippien (c'est-à-dire le Carbonifère inférieur) contient huit biozones à conodontes, dont l'une est la zone à Dollymae bouckaerti.